# Rue Cassini (Nantes)
Pour les articles homonymes, voir Rue Cassini et Cassini.
La rue Cassini est une voie de Nantes, en France.

## Situation et accès
Située dans le centre-ville de Nantes, la rue Cassini, qui relie le boulevard Gabriel-Guist'hau (dans le prolongement de la rue Marceau) à la rue Racine (dans le prolongement de la rue de la Galissonnière), est bitumée et ouverte à la circulation automobile. Elle croise la rue Copernic à l'angle nord-est de laquelle se trouve la place Edmée-Chandon.

## Origine du nom
La rue est baptisée en hommage à Giovanni Domenico Cassini (1625-1712), connu en France sous le nom de Jean-Dominique Cassini, astronome et ingénieur.